# Frenchy
Frenchy, precedentemente noto anche come The Eagle Path, Full Love e Soldiers, è un film del 2010 scritto, diretto e interpretato da Jean-Claude Van Damme.

## Trama
Frenchy è un veterano dell'esercito ed un ex mercenario che lavora come tassista in un paese asiatico, tentando di scordare una parte del suo passato, i cui ricordi spesso riaffiorano alla memoria e lo tormentano. Dopo il turno di lavoro, l'uomo frequenta un locale che contiene un'aquila in gabbia che serve per attrarre i visitatori. Una sera nel ben mezzo dello stressante traffico asiatico, Frenchy fa salire sul proprio taxi una bella donna che gli cambierà la sua esistenza per sempre.

## Produzione
Jean-Claude Van Damme lavorò a questo film girandolo tra la Thailandia, Hong-Kong e gli U.S.A. Le riprese si sono svolte nell'estate del 2008.
Il budget stimato è stato di 5 milioni di dollari.

## Promozione
Il primo trailer è stato pubblicato il 14 agosto 2009.

## Distribuzione
Il film è stato presentato in anteprima fuori concorso al Festival di Cannes 2010, il 13 maggio, e al Festival di Shanghai, il 20 giugno 2014.
La pellicola non ha trovato una distribuzione, ed ha subito un rimontaggio completo e vari cambi di titolo.